# Matteo Eustachio Gonella
Matteo Eustachio Gonella (Roma, 20 de setembro de 1811 - Roma, 15 de abril de 1870) foi um cardeal italiano do século XIX.

## Biografia
Nasceu em Turim em 20 de setembro de 1811, Turim. Filho de Andrea Gonella (1770-1851), banqueiro, originário de Carrù (Mondovi), devoto da Santa Sé, enobrecido em 1845, e de Teresa Maria Gaetana Anselmetti (+ pós 1855). Recebeu o sacramento da confirmação em 22 de maio de 1820. Seu irmão Pietro Luigi era padre jesuíta.
Ensino primário e secundário no colégio jesuíta de Turim; depois de obter o título de professor de matemática na Universidade de Turim, decidiu ingressar no estado eclesiástico; já não jovem, seguiu o conselho do arcebispo Luigi Fransoni de Turim para seguir privadamente os cursos teológicos na Congregação dos Oblatos da Virgem Maria em Turim; e no Archgymnasium de Roma, La Sapienza University, onde obteve um doutorado in utroque iure , tanto direito canônico quanto civil, em 20 de dezembro de 1841.
Ordenado em 18 de fevereiro de 1838, Saluzzo. Um mês depois, a pedido de alguns eclesiásticos que apreciavam a sua doutrina e as suas qualidades morais, apesar da sua tímida natureza, bem como da determinação com que soube argumentar sobre a fé nos ataques dos Livres Pensadores, e com o apoio de seu pai, que estava com o cardeal Luigi Lambruschini, então prefeito dos Estudos SC, mudou-se para Roma para se aperfeiçoar nos estudos jurídicos e teológicos em La Sapienza . Prelado referendário, 17 de fevereiro de 1842. Prelado doméstico de Sua Santidade, 1842. Trabalhou na SC dos Assuntos Eclesiásticos Extraordinários, 1842. Prelado adjunto da SC do Conselho Tridentino, 1843-1845. Protonotário apostólico ad honorem. Consultor da SC dos Assuntos Eclesiásticos Extraordinários, 1845. Delegado Apostólico na província de Orvieto, 23 de janeiro de 1846 a 1847; e na província de Viterbo, 18 de junho de 1847 a 1848. Fugiu para Gaeta com o Papa Pio IX em 1848, após a instituição da República Romana.
Eleito arcebispo titular de Neocesarea, em 20 de maio de 1850. Consagrado, em 26 de maio de 1850, na Capela Sistina, pelo Papa Pio IX, coadjuvado por Domenico Lucciardi, arcebispo titular de Damasco, secretário da SC de Bispos e Regulares, e por Giuseppe Maria Castellani, OESA, bispo titular de Porfireone, sacristã papal. Na mesma cerimônia foi consagrado o cardeal Luigi Vannicelli Casoni, arcebispo de Ferrara. Núncio na Bélgica, 13 de junho de 1850. Assistente do Trono Pontifício, 23 de julho de 1850. Núncio na Baviera, 1 de outubro de 1861. Transferido para a sé de Viterbo e Toscanella (atual Tuscania), com o título de arcebispo ad personam, 22 de junho de 1866.
Criado cardeal sacerdote no consistório de 13 de março de 1868; recebeu o gorro vermelho e o título de S. Maria sopra Minerva, em 16 de março de 1868. Visitadora das casas para crianças abandonadas em Viterbo, em 24 de março de 1868. Participou do Concílio Vaticano I, 1869-1870.
Morreu em Roma em 15 de abril de 1870. Exposta na igreja de S. Agostino, em Roma, onde decorreu o funeral com a participação do Papa Pio IX; e sepultado na catedral de Viterbo, segundo seu testamento